# Sommer-Allibert
Pour les articles homonymes, voir Sommer et Alibert.
 (juin 2019).
Sommer-Allibert était un groupe industriel qui possédait de nombreuses filiales aux activités diverses.
Le groupe était notamment spécialisé dans la plasturgie et les revêtements de sol.

## Histoire

### Origines et développement
En 1911, Joseph Allibert crée une usine de fabrication de semelles et d’articles chaussants à Monestier-de-Clermont (Isère). Cette activité existe encore sous la marque DeClermont.
Après la Seconde Guerre mondiale, son gendre (Bernard Deconinck qui avait épousé Irène Allibert) importe les premières presses à injecter des Etats-Unis et installe une usine à Grenoble. Dans un premier temps, il fabrique des pièces plastiques en sous-traitance (pour Thompson en particulier, facade de téléviseurs...).
En 1958, il invente l'armoire de salle de bain en plastique (avec le triptyque "Allibert" : 3 portes recouvertes de miroirs s'ouvrant de telle manière que l'ont peut se voir sous trois angles). L'activité se développe et s'internationalise (en particulier en Allemagne ou le nom "Allibert" était entré dans la langue pour désigne une armoire de toilette comme Frigo...)
Dans les années 70, Allibert se diversifie dans la fourniture de pièces plastiques pour l'automobile (tableaux de bord, panneaux de porte ou pare-chocs) et surtout dans le mobilier de jardin avec les filiales Garden Seat au Royaume-Uni et Sauvagnat (avec ses marques Triconfort et Evolutif) situé à Sassenage dans le département de l'Isère.
En 1973, Rapprochement avec la société Sommer, spécialiste des revêtements de sol  pour former le groupe Sommer-Allibert.
En 1995, le groupe atteint un CA de 10 Mds de francs dont 50 % dans l'automobile et rachète la société DOMCO aux États-Unis.

### Session progressives des activités
En 1985, L'activité d'origine (fabrication de semelle) est cédée à la société allemande Barma.  
En 1997, l'activité Salle de Bain est cédée au groupe américain Andlinger (fondé par Gerhard Andlinger (en)) et l'activité meuble de jardin est cédé au groupe israélien Keter (en). Les deux groupes conservent l'usage de la marque Allibert dans leur domaine respectif.
En 2000, Faurecia achète les activités automobiles de Sommer-Allibert, dont les activités de sa filiale SAI Automotive, équipementier automobile, l'intéresse particulièrement.
En 2003, Sommer-Allibert réduit principalement à l'activité de revêtement de sol devient Tarkett, nom d'une de ses filiales, d'origine suédoise.
L'entreprise est contrôlée en 2008 par le fonds d'investissement KKR.